# Jean Mas
Pour les articles homonymes, voir Mas.
Jean Mas (/mas/), né en 1946, est un artiste français.
Il vit et travaille à Nice (France). 

## Biographie
Il s’ancre en 1963 dans la mouvance artistique niçoise École de Nice, et le mouvement Fluxus. Il y est reconnu avec la production d’un objet caractéristique : La Cage à Mouches. Cet objet princeps, véhicule essentiel de l’expression de Jean Mas, est perçu comme une mythologie individuelle, s'inscrivant dans le cadre d’un Art d’Attitude.
Artiste du signifiant, il développe une prolifique matière artistique, parmi laquelle la PerforMas.
Lors d'un échange épistolaire en 1993, Pierre Restany s'adresse à Jean Mas en ces termes : « Vous qui synthétisez l'esprit de l'École de Nice ».
En 30 ans, la production artistique de Jean Mas s’est ramifiée et s’articule autour de quatre axes essentiels : 
- L'expression plastique : La Cage à Mouches, Les Bulles de savon, Les Peu, Les Ombres, Les Versions;
- L'expression scénique : des performances (PerforMas : extension de l’expression plastique de l’artiste. Elle induit un discours critique et déconnecté de nature à mettre en évidence les incontournables incertitudes de l’esprit), des conférences-actions;
- L'expression littéraire : des romans, des catalogues et livres d’art;
- L'expression filmique : Un peu de Jean Mas, DVD, Éditions MAMAC, Le festival du Peu de Bonson[7], Une histoire de p…eu[8],[9],[10]…

## Œuvres
- La Cage à mouches[11] (1973)
- Les Bulles de savon (1983)
- Les ‘Peu’ (1989)
- Les Ombres (1990)
- À vendre (1993-2000)
- Les Versions (2006)